# Александровский (Сальский район)
Александровский — хутор в Сальском районе Ростовской области.
Входит в состав Ивановского сельского поселения.

## География
На хуторе имеется одна улица — Коминтерновская.

## Население
| 2010 |
| ---- |
| 12   |